# Đorđije Lakićev Tomović
Đorđije Lakićev Tomović bio je srpski ratnik.

## Život
Rođen je u staroj kući svoga dede Mijaila (Mika) Tomovića u Donjim Poljima kao sin Lakića Tomovića i Save Medojević. Otac mu je bio rodom od Kuča, praunuk Toma Ivanovića, rodonačelnika Tomovića koji je sam bio praunuk vojvode Ivana. Na taj način je Đorđije Tomović direktan potomak vojvoda Drekala i Lala. Shodno tome, bio je u rodu i sa vojvodom Markom Miljanovim, kao i sa junacima iz Prvog srpskog ustanka vojvodom Vasom Čarapićem i Stojanom Čupićem. Majka mu je bila rodom iz Dobrilovine, sela iznad Tare kod manastira Dobrilovina iz bogate seljačke porodice koja se bavila stočarstvom i pčelarstvom i koja je živela uz manastir nekoliko generacija. Imao je dve sestre: Vasiliju (udatu za Milovana Zindovića) i Vidosavu (udatu za oficira Jugoslovenske vojske Tripka Vuksanovića). Nakon završene osnovne škole Đorđije se posvetio radu na imanju. Bio je naklonjen kralju Nikoli i poštovao pravoslavnu crkvu. Učestvovao je u Prvom i Drugom balkanskom ratu iz kojih je nosilac ratnih diploma za pokazanu hrabrost i spomenica. Kasnije je učestvovao u Prvom svetskom ratu u Mojkovačkoj bitki pod komandom serdara Janka Vukotića čiji je bio i dalji rođak preko svoje majke. Pri proboju fronta je uhvaćen i sa još dosta crnogorskih vojnika sproveden u logor u Nadmeđeru u Mađarskoj, da bi se nakon dve godine vratio iz zarobljeništva. Više puta je biran za predsednika Suda dobrih ljudi, institucije koja je u Crnoj Gori skoro do Drugog svetskog rata zamenjivala redovni sud u manjim mestima pri slučaju lakših ili srednjih povreda zakona. Predsednik bi odlučivao o krivici u sporu između dva stanovnika nekog mesta zadržavajući neutralno mišljenje pa bi se tako izbegavao odlazak na više sudove. Đorđije je bio oženjen Maricom Anđelić i imao je tri sina i tri ćerke. Njegov unuk je Ljubomir Tomović.